# Glacera Tsa de Tsan
La glacera Tsa de Tsan es troba a la vall d'Aosta, al final del Valpelline, al límit amb el Valais. La seva massa es recolza contra la Tête de Valpelline i la Penya de la Division, i es prolonga cap al refugi Aosta.
Fins a la fi del segle xix, l'alt Valpelline era ocupat totalment per l'Alta Glacera del Tsa de Tsan i per la Glacera de les Grandes Murailles, d'on provenia el Buthier. La part inferior va desaparèixer posteriorment i, per tant, es va ometre l'adjectiu alt.
El topònim deriva de la paraula valdostana Tsa, que indica l'últim estatge alpí abans del límit de les glaceres; en aquest cas, indica l'« últim dels últims ».
Sobre l'esquerra orogràfica a 2.600 metres aproximadament són presents les ruïnes d'un estatge alpí.